# Kazuki Sato (fotbollsspelare född 1993)
Kazuki Sato (佐藤 和樹 Sato Kazuki?), född 18 maj 1993 i Aichi prefektur, är en japansk fotbollsspelare.
Sato började sin karriär 2012 i Nagoya Grampus. Efter Nagoya Grampus spelade han för Mito HollyHock, Kataller Toyama och Vanraure Hachinohe.